# 跖疣
跖疣（plantar wart）是由人乳头瘤病毒感染所致的良性皮肤赘生物，好发于足底部，如足跟、跖底（脚掌跖骨处）或趾间受压部位，多侵犯成人。为慢性病程，有时可自然消退。民间还有多种俗称，如“足疣”、“刺瘊”等。

## 病因与危险因子
由人类乳头瘤病毒（HPV）所引起，一般是寻常疣（发病人群很广）的一种，接觸到其他人的疣或者是經過帶有病毒的場所，例如在游泳池光腳行走都有可能被感染，也与身体免疫力低下、外伤、季节、种族都有一定的关系。

## 混淆
患者常常与鸡眼混淆致使治疗效果不理想或者造成不当后果。事实上，两者发病原理、病理组织构成不同。

## 治療
疣的治療方式有許多種，醫生會根據不同的情況選擇，有些疣是自限性的，在1-2年內會自己好。

### 治療選擇
1. 冷凍治療：使用液態氮凍死增生组织，继而脱落。
2. 斑蝥素（cantharidin）藥膏[2]。
3. 手術切除。